# B-25米切尔型轰炸机
B-25米切尔型轰炸机（英語：North American B-25 Mitchell）是北美航空公司于1938年设计的一种上单翼、双垂尾、双发中型轰炸机。

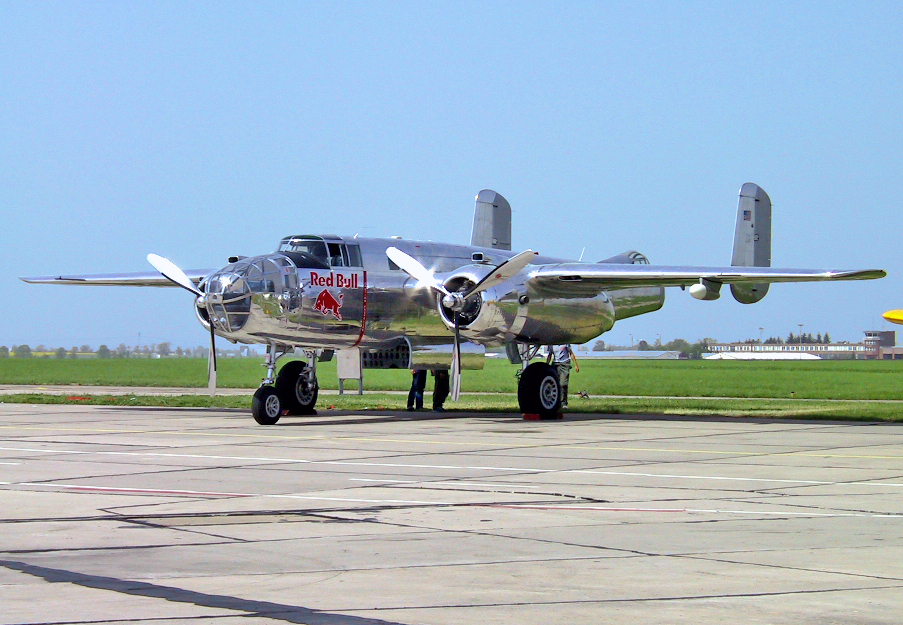
B-25B

## 設計開發階段

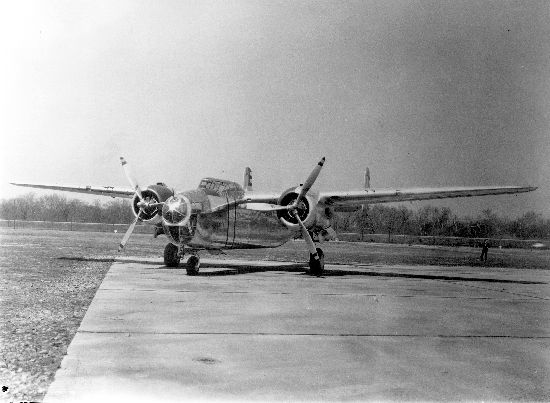
北美NA-40，其原始設計的上肩單翼構型在後續改良時已調整至中置結構位置

B-25最初设计代号是NA-40-1，是北美飛機公司自主研發的三人座雙引擎輕轟炸機，選用的引擎是普惠R-1830-S6C3-G氣冷引擎（輸出功率1,100匹馬力）；NA-40的設計源自於NA-39（XB-21），為北美公司在1936年接受陸軍航空隊委託與B-18轟炸機等一同競標，最後未能獲得採用的中型轟炸機。NA-40自NA-39的設計精進，而本機型研發之際，1938年3月美國陸軍航空隊提出需求通告（編號38-385），要求下一代轟炸機：航程1,200英里（1,900公里）、極速每小時200節以上（320公里）、酬載1200磅（540公斤）。北美公司隨即提出NA-40方案投標，並在1939年1月進行測試。
1939年1月29日，NA-40首飛，但是該次試飛便發現有一些問題亟待解決，最主要的問題是動力不足；隨即NA-40換用萊特GR-2600-A71發動機（輸出動力1,300匹馬力）解決原始技術限制，並更改代號為NA-40-2（NA-40B）。NA-40B在1939年3月投入美軍競標，競爭者包括道格拉斯7B（DB-7B）、斯梯曼X-100、馬丁167F；但是這次競標NA-40BB仍舊並未得標，且飛機在1939年4月11日的第二次試飛時便因意外毀損。由於無法繼續進行測評，最終該次競標案由道廠勝出，隨後DB-7B更名為A-20浩劫攻擊機。陸軍雖然沒有採購北美製品，但表示北美廠試驗機型的數據成果讓他們頗感興趣，而這也成為後續NA-40持續進化的伏筆。
北美雖在1938年競標案折戟，但戰火逐漸升溫前夕，美軍已逐漸開始擴張機隊規模；1939年3月，美國陸軍航空隊發出中型轟炸機需求通告：2,400磅（1,100公斤）酬載下極速超過300節（480公里），航程1,200英里（1,900公里）以上。北美以NA-40B設計再度改良，以代號NA-62的機型競標此案。在NA-62尚未變更代號前，1939年9月德國向波蘭宣戰後美軍決定盡快讓轟炸機量產，隨即NA-62改變代號為B-25，並簽下184架訂單。當時美軍需求戰力孔急的程度連尚在繪圖板的馬丁B-26轟炸機都業已下訂（也因此導致配備初期若干複雜的技術問題與意外事故）。为了纪念早年的航空战略家威廉·米切尔，这种飞机就以他的名字来命名。
第一架量產的B-25於1940年8月19日進行首次試飛，此時採用的引擎為R-2600-9，每具引擎出力1700匹馬力。在B-25初期量產階段，北美公司為了增強飛機穩定性對外型持續修改；包括增加機身的寬度以提高載彈量，原先的肩翼改為中置機翼，修改座艙的外型，增加乘員的數目與自衛的火力。實際撥交部隊的飛機為1941年春天的B-25A（NA-62A），B-25A由於獲得更多來自歐洲戰場的戰鬥經驗教訓，便積極強化飛機結構與乘組員的防禦，但這個調整被認為仍然不足，在1942年初生產主力便更換為防禦火力更加完整的B-25B；1942年底，北美公司在加開產線之際完成了性能升級，稱為B-25C／D，同年北美公司的廠務代表開始外派到各戰場聽取飛官需求，並向原廠提出研究讓B-25搭載加农砲的重火力型號（B-25G）。
除了量產型號，北美在1942年曾使用B-25機體基礎開發以高空飛行適性為導向的中型轟炸機－XB-28，原型機性能不俗，然而在定位不明的問題下最終未進入量產。

## 主要次型
B-25A

B-25J Mitchell

B-25的修改版本，使飛機更適合實戰運用，增加了自封油箱、防禦裝甲、改良的尾部機炮炮座，總共生產40架。在1942年重新編號為RB-25A，無配發給實戰部隊使用。
B-25B
在1942年初量產型號，總生產數120架。
B型取消了機尾防禦機槍，而在機背及機腹增裝1座配備2挺12.7公厘重機槍的電力驅動可遙控伸縮式砲塔，有相當數量的B-25B配發到澳大利亞，但空襲東京的B-25全為B型機。其中有23架援助英國皇家空軍，稱為米契爾I。
B-25C/D
由B型機改良的次型號，發動機由R-2600-9更換成R-2600-13，飛機除冰裝備改良；機鼻防禦火器增強為雙連裝12.7公厘重機槍，酬載量提高為2359公斤，且可搭載空射魚雷，有些改良型已經將機首機槍增加到4挺。
B-25C與B-25D是以生產工廠所在地區分的，就技術規格來說D型等同C型批次20之後的標準。C型生產地在加州英格塢（生產1,625架）、D型則在堪薩斯州的堪薩斯城（生產2,290架）。主要生產時間從1942至1943年，C/D型機同樣大量援助同盟國部隊，荷蘭皇家空軍被分配到162架軍援額度，但因最後沒有足夠資源接收，該批額度被分給蘇聯空軍與中華民國空軍，加拿大、英國也有得到援助，英軍稱其米契爾II。

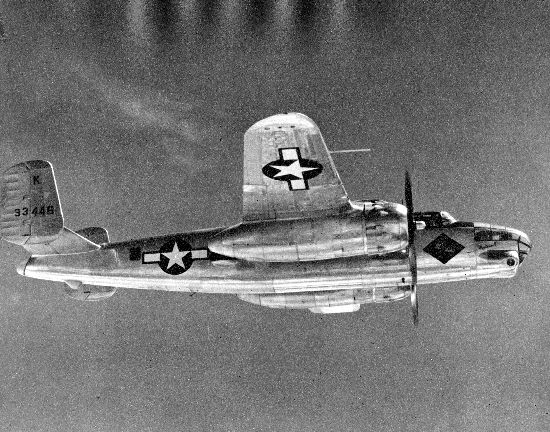
F-10偵察機

除了陸軍航空隊，美國海軍航空隊也開始接收B-25作為海上巡邏機運用，海軍接收了50架B-25C、25架B-25D，並重新更名為PBJ-1C與PBJ-1D。
B-25D戰術偵察機型稱為F-10，共改裝45架，F-10拆除了所有防禦設備、武裝，炸彈艙改造為油箱增加續航力，將機鼻轟炸瞄準儀觀測窗等空間改裝3台K.17照相機使用，由於缺乏防禦，F-10主要用於地形測繪居多。
XB-25E
以1架B-25C改裝作為除冰加熱裝置之實驗機。這架飛機的主翼前緣、後緣，以及尾翼裝設發動機廢氣導管，將一部分排放帶有熱度的引擎燃燒廢氣在這些區域循環，藉此改善飛機的機翼結冰情況。這套系統經過2年的測試後證明相當有效，但是在大戰中服役的B-25並沒有接受這套裝置。但是在二戰結束後，尚保存的B-25多半接受了這套改良套件，提升飛行安全性。
XB-25F
以1架B-25C改裝作為除冰加熱裝置之實驗機。和E型的除冰系統差別是F型使用的熱能來自於電力絕緣線圈，但是後來評估是E型的除冰系統更加實用。因此電力加熱除冰裝置並沒有被其它的B-25使用
B-25G
原型機由B-25C改裝，機鼻變更成裝備2挺12.7毫米重機槍、一門75毫米M4榴彈炮（備彈21發），1942年10月首飛。75毫米炮用來攻擊水面以上的目標，主要設計的目的为猎杀日本帝國军舰。
從1943年，英格塢開始生產生產400架B-25G，堪薩斯城工廠則將至少63架B-25C改良成G型規格。
B-25H

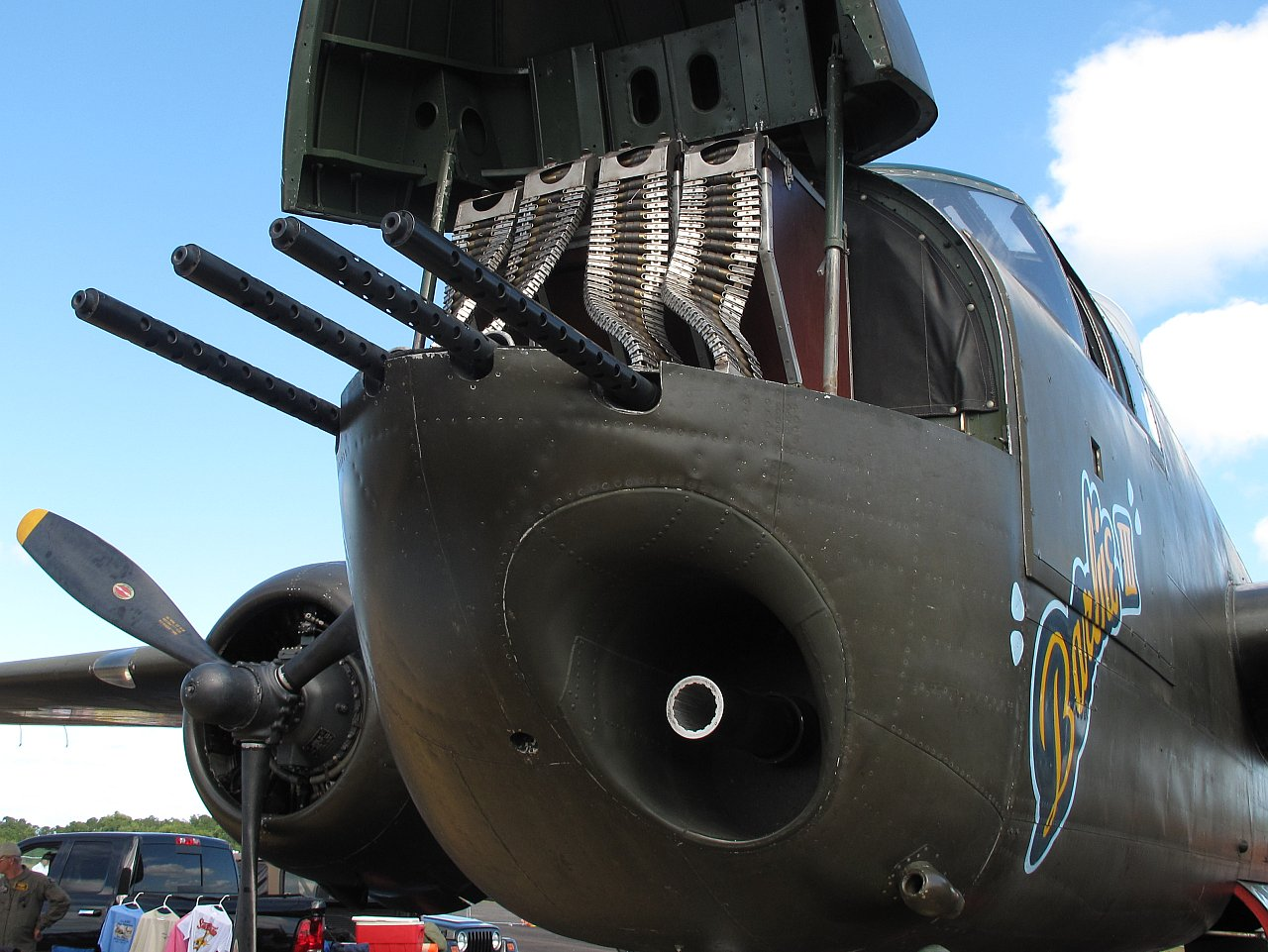
展示其搭載的75毫米M5航空炮（圖下）和4挺白朗寧M2 .50口徑重機槍的柔性輸彈槽和槍管（圖上）的B-25H“芭比III”。

B-25G的改良型，全系列中火力最強的一個型號，H型生產了1000架，全於北美航空的英格塢工廠產製。
雖然設計大致與G型雷同，但撤除了機腹防禦機槍，機首75毫米加农炮換用重量較輕的T13E1型，機首兩側各加掛1挺12.7毫米重機槍，使正面火力增加成4挺，如果增掛夾艙則可達到正面火力8挺12.7公厘重機槍的密度；另外機體兩側的防禦機槍從單裝改為雙連裝，載彈量則達到1361公斤。
B-25J
B-25J是全系列當中最後一個大量生產的次型。共生产了4,318架B-25J（所有飞机都是1943年12月到1945年8月间，在堪萨斯生产），B-25生产数量最多的一种型号。不装机炮，但是拥有18挺机枪（大部分“J”型），使之成为一种令人畏惧的攻击机。1944年年中，位于地中海和太平洋的轰炸大队首先得到了B-25J。

## 在海军服役
1942 年中期，海军和陆航签署协议，为了给 B-29 轰炸机腾出产能（主要是发动机，使用同种发动机的波音 XPBB 海上骑士项目被取消）而交换波音的 Renton 工厂和堪萨斯工厂，海军得到了 B-25 的生产权后按照当时的命名系统将该型飞机编号为 PBJ-1，即北美航空（J）生产的第一种（-1）巡逻（P）轰炸（B）机。机型包括 C、D 及后来的 H（PBJ-1H）和 J（PBJ-1J）。这也使得 B-25 成为少数在美军跨军种服役的飞机之一。

## 现存
B-25及各种改型一共生产了9800多架。截至2003年，9800多架B-25中，在美国联邦航空局注册的仅有75架。

2001年5月12日，来自美国各地的12架B-25进行了一次编队飞行。几位当年空袭东京行动的幸存者就在飞机上。知情人士表示，这次编队飞行是1942年16架B-25飞机编队飞行以来规模最大的一次。

## 歐洲戰場作戰
經由租借法案，英國在1942年5月至6月間得到首批23架的B-25B（米契爾I），這批飛機送往巴哈馬群島的拿騷，為英軍飛行員進行轉換教育訓練。1942年下半年，英軍開始接收B-25C，B-25B則返回英倫三島開始戰備。1943年1月22日，英國皇家空軍第98、第122中隊的米契爾空襲根特，試圖摧毀當地儲油；相對執行戰略轟炸的轟炸機單位，歐洲戰場的米契爾主要都是執行戰術支援，尤其在1944年6月反攻法國後，米契爾的任務更加吃重，部隊也從英國移駐法國與比利時；同時在皇家空軍協助下，包括自由法國、荷蘭、波蘭等國的飛官都納編至皇家空軍，組成了屬於該國軍人的B-25轟炸機中隊。
在蘇聯戰場，蘇聯獲得的B-25軍援量略等同英國得到的規模，由於蘇聯空軍擔負戰術轟炸任務的機種較為充足，因此蘇聯的B-25主要任務是遠程戰略轟炸。至1945年1月，蘇聯空軍有18個中隊、操作291架B-25；到1946年6月12日統計時還有252架B-25服役中。
在歐洲西線戰場的米契爾最後一次戰鬥任務是1945年5月2日，47架B-25空襲波茲坦的軍需倉庫。

## 東亞戰場作戰

### 空袭东京

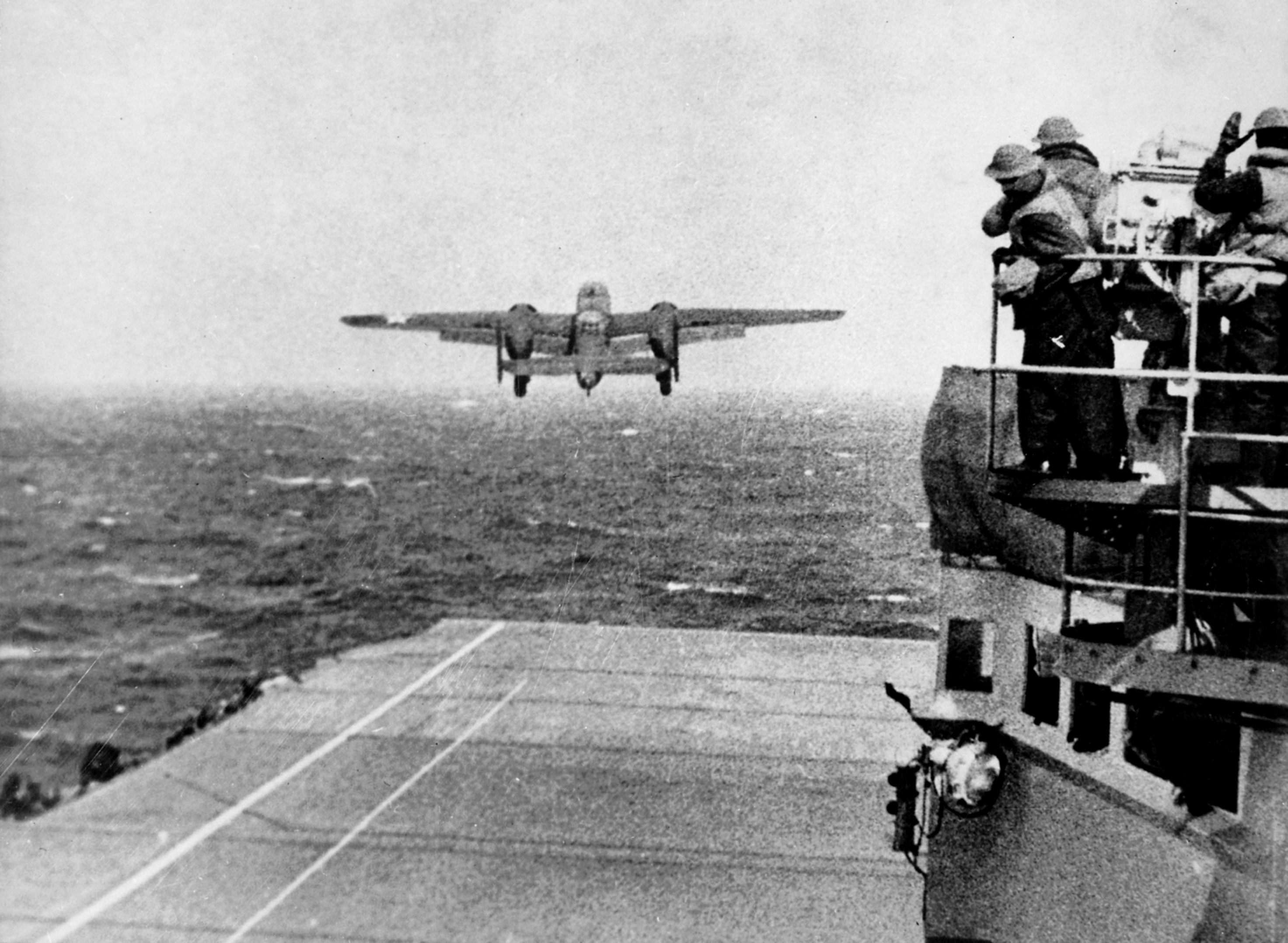
吉米·杜立特（Jimmy Doolittle）的部下乘B-25飞机空袭东京前，在“大黄蜂”号上起飛

二战中被应用于吉米·杜立特（Jimmy Doolittle）策划的对日本本土的轰炸。任务名称为空袭东京，原本计划由24架B-25飞机编队进行，但由于“大黄蜂”号航空母舰无法装下那么多B-25，最后确定为由16架B-25完成任务。1942年4月1日，飞机及机组人员登上航空母舰。次日由加利福尼亚出发。但是4月18日在距离日本约1300公里海域处，被日本巡逻艇发现，航空母舰不能继续前行，杜立特决定提前起飞。8时18分，杜立特第一个起飞并成功，跑道还剩下约30米没用上。剩下15架B-25也在9时21分前陆续成功起飞。他们采取单机跟进的纵队，于12时30分飞临日本上空并投掷炸弹，之后飞向中国，但因提早起飛，有一些B-25燃料耗盡沒能到達中國的機場，迫降在中國南昌（已被日軍佔領的区域）。多名轰炸机人员被日本軍俘獲，但在中國士兵幫助下轰炸机人员成功回國。

### 抗日戰爭
中華民國空軍以租借法案方式獲得B-25，1943年起8月起開始加入中國戰場，接替日趨老化的SB-2，成為中國戰場的戰術打擊任務主力；換裝此型機的部隊為中美空軍混合團第一大隊與中華民國空軍第二大隊，早期使用的機種為B-25C/D型，抗戰後期才陸續補充B-25J型。B-25因為具有足夠的載彈量與對地掃射火力，主要用來打擊日軍在中國戰場的交通線與補給線，包括在長江甚至是香港或海南島的日軍船隊；在重大會戰時會支援前線支援任務，如常德會戰期間B-25多次與戰鬥機部隊偕同攻擊日軍集結部隊施以壓力。偶爾也會實施戰略轟炸，如1943年11月25日中美空軍轟炸台灣新竹機場也有B-25參與。

## 操作國家
澳大利亞皇家空軍在二戰期間以租借法案得到50架，全數由澳大利亞皇家空軍第2中隊操作，該中隊自1944年1月完成換裝，使用至1953年換裝坎培拉式轟炸機
- 玻利维亚
- 巴西

巴西空軍在二戰期間總共獲得75架B-25，包含B／C／J型。
- 加拿大
- 中華民國

中華民國空軍由租借法案獲得美軍軍援B-25，主要由赴美完成轉換訓練的中美空軍混合團操作；包括在二戰結束後接收美國第十四航空隊在華物資在內，前後共操作至少180架。
- 中华人民共和国

1948年遼瀋戰役後，解放軍在瀋陽機場找到2架B-25，之後在1949年國民政府敗退時自各地機場搜整出4架，在1949年中共於北京建國後陸續又有3架B-25自臺灣飛回投誠，解放軍得到的B-25不超過10架；但中國人民解放軍空軍使用B-25的紀錄只到1952年，之後本型機都被解體，其中1架的零件成為北京航空航天大學的教材，唯一的完好B-25在1965年被送入北京軍事博物館，在文化大革命期間被解體成為鋁材。
- 智利

- 哥伦比亚
- 古巴
- 法國

自由法國空軍得到18架B-25C/H，這批飛機在1945年勝利後移交給法國空軍時還殘存11架。
- 印度尼西亞

印尼空軍在印尼獨立後自荷蘭皇家空軍收繳了一批B-25，該批飛機服役至1979年。
- 墨西哥
- 荷蘭

- 秘魯

祕魯空軍在1947年購得8架B-25J，在塔拉拉成立第21轟炸機中隊。
- 波蘭

波蘭並不在美國軍援對象之內，但響應波蘭流亡政府在英國建立的波蘭空軍第305轟炸機中隊在1943年9月至10月曾短暫操作過米契爾MKII轟炸機。
- 西班牙

西班牙空軍在1944年得到1架美國陸軍航空隊所屬B-25，飛機編號41-30338，在經過修繕及訓練後於1948年至1956年使用。
- 苏联

蘇聯空軍接收了866架B-25，9架在運輸過程中毀損，主要接收機種為B-25C、D、G，J型機只獲得5架進行測試。
- 英国

英國接收了886架B-25，23架B-25B、432架B-25C、113架B-25D、316架B-25J。這批飛機在德國投降後隨即除役，最後已知的操作單位是1950年代尚有氣象單位操作B-25G
- 美国
- 乌拉圭
- 委內瑞拉

## 後世登場

### 影視作品
決戰中途島
珍珠港

## 外部連結
- 老爹甘與B-25的故事（页面存档备份，存于）
- 美援B-25米契爾式中型轟炸機（页面存档备份，存于）
- B-25J“米切爾”中型轟炸／攻擊機